# Pyronia davidiana
Pyronia davidiana är en fjärilsart som beskrevs av Arthur Francis Hemming 1934. Pyronia davidiana ingår i släktet Pyronia och familjen praktfjärilar. Inga underarter finns listade.